# Circus assimilis
L'albanella macchiata (Circus assimilis Jardine e Selby, 1828) è un uccello rapace della famiglia degli Accipitridi originario della regione australiana.

## Descrizione

### Dimensioni
Misura 50-61 cm di lunghezza, per un peso di 407-537 g nel maschio e di 530-745 g nella femmina; l'apertura alare è di 121-147 cm.

### Aspetto
L'albanella macchiata presenta una sagoma imponente, anche se il suo corpo è magro e filiforme. Le sue lunghe ali hanno una base ampia e la coda ha un'estremità rotonda o triangolare. È una specie dimorfica: la femmina è molto più grande del maschio e presenta una colorazione molto diversa. Nel maschio adulto, la parte superiore è di colore grigio-blu e quella inferiore è castana, entrambe abbondantemente macchiate di bianco. Pure castane sono le spalle e la testa, quest'ultima con un cappuccio fortemente striato di grigio. La coda grigia presenta numerose bande nere trasversali. In volo, si notano perfettamente le estremità nere delle primarie e le barre che adornano le secondarie. Particolarmente evidente è il contrasto tra il rossiccio fortemente macchiato delle parti inferiori e il rossiccio-arancio uniforme della faccia. La femmina in abito giovanile ha le parti superiori marrone scuro, con grandi terminazioni camoscio-arancio che appaiono chiaramente sulla testa e sul davanti delle ali. Queste ultime presentano un aspetto più «squamoso» sulla parte posteriore. Le parti inferiori sono di colore variabile dal camoscio-rossiccio al marrone chiaro, finemente striate. In volo, è ben evidente il colore chiaro del groppone che contrasta con il resto delle parti superiori più scure. Sul petto vi sono leggere strisce verticali.

## Biologia
Nella parte meridionale del continente, questi uccelli sono parzialmente migratori e sono molto sensibili alle precipitazioni. Abbandonano i loro quartieri abituali quando le condizioni diventano troppo aride e vi fanno ritorno solo dopo un buon apporto di pioggia, quando le prede iniziano a proliferare. Questo rapace sale e plana a grandi altezze. Veleggia con le ali leggermente sollevate a «V», a volte lasciando penzolare una o entrambe le zampe. Le albanelle macchiate cacciano inseguendo la preda. Le loro ali molto lunghe permettono loro di scivolare senza il minimo sforzo apparente al sopra dell'erba alta e utilizzano le lunghe zampe per atterrare tra il fogliame. Un piccolo disco facciale che ricorda in qualche modo quello dei gufi sembra indicare che l'udito costituisca uno strumento importante ai fini della caccia.

### Alimentazione
Questo rapace si nutre di mammiferi (soprattutto conigli), di anatre, di uccelli terricoli e di prede di taglia più piccola come rettili e invertebrati.

### Riproduzione
Costruisce un nido di dimensioni piuttosto grandi, seppur di fattura piuttosto rudimentale, tra i rami di un albero. È anche l'unico membro del genere Circus (le albanelle) che non nidifica sul terreno. La covata media è costituita da 2 o 3 uova che vengono covate per 32-34 giorni.

## Distribuzione e habitat
Frequenta le distese erbose, le zone coltivate, le boscaglie e le aree boschive aperte fino a 1500 metri di altitudine. Caccia al di sopra degli specchi d'acqua e nelle paludi. L'albanella macchiata è una specie endemica dell'Australia (specialmente della parte meridionale del paese, negli Stati dell'Australia Meridionale, del Victoria e del Nuovo Galles del Sud, dove è piuttosto comune), della Nuova Guinea e di alcune isole dell'Indonesia (in particolare Sumba, Timor e Sulawesi). È un uccello sedentario, sebbene sia soggetto a frequenti spostamenti in base alle variazioni delle condizioni locali, principalmente precipitazioni e risorse alimentari.